# Federico Anselmino
Federico Anselmino (Spigno Monferrato, 11 giugno 1880 – Torino, 14 ottobre 1936) è stato un imprenditore e politico italiano.
Industriale del settore metallurgico, ha fondato la società anonima imprese industriali "Federico Anselmino" e le "Ferriere di Chivasso". Proprietario delle ferriere di Pont Saint Martin e dello stabilimento meccanico biellese.